# Le Poisson
Ne doit pas être confondu avec Le Poisson (Frank Gehry).
Le Poisson est une œuvre de l'artiste français François-Xavier Lalanne. Créée en 1994, il s'agit d'une sculpture de bronze représentant un poisson, située à Paris, en France.

## Description
L'œuvre est une sculpture de bronze. Elle représente la tête et la queue d'un poisson, séparées par une cavité centrale rectangulaire évoquant la forme d'un cadre. Au centre de ce cadre est fixée une petite sculpture représentant un poisson doré.
La sculpture repose sur un socle rectangulaire en pierre de Chauvigny. Un cartel mentionne le nom de l'œuvre et de l'artiste, ainsi que la date de création et le numéro d'inventaire (OCU400). En outre, un élément rectangulaire de taille et de matériau identiques est situé au-dessus de l'œuvre.
Le socle porte, gravée, une citation de Buffon : « Mais en contemplant tout l'espace occupé par ce fluide au milieu duquel se meuvent les poissons, quelle étendue nos regards n'ont-ils pas à parcourir ! »

## Localisation
L'œuvre est placée dans le jardin des plantes, près de l'entrée par la rue Geoffroy-Saint-Hilaire, devant l'entrée de la grande galerie de l'évolution.
Deux autres œuvres datant de la même époque sont installées à proximité : le Cheval de Michel Charpentier et l'Oiseau de Vincent Barré.

## Historique
L'œuvre est installée depuis 1994. Elle a été commandée par la Mission interministérielle des grands travaux comme hommage à Buffon, en même temps que L'Oiseau et Le Cheval.